# Ara Parseghian
College Football Hall of Fame 1980
(en) Statistiques sur pro-football-reference
Ara Raoul Parseghian, né le 21 mai 1923 et mort le 2 août 2017 à Granger (Indiana), est un joueur et entraîneur américain de football américain qui a mené l'université de Notre Dame à deux titres universitaires nationaux en 1966 et 1973.
Il est considéré comme l'un des entraîneurs historiques de l'université de Notre Dame et a fait évoluer le programme universitaire de football américain jusqu'au plus haut niveau.

## Carrière
Sélectionné par les Browns de Cleveland en 1947, Ara Parseghian remporte le championnat avec l'équipe en 1948 et 1949 avant d'être coupé à la suite d'une blessure à la hanche. Il devient alors entraîneur assistant pour l'équipe universitaire pour laquelle il a été joueur, à Oxford (Ohio), les Redhawks de Miami. Lorsque l'entraîneur principal Woody Hayes quitte ses fonctions pour rejoindre l'université d'État de l'Ohio, Parseghian devient entraîneur principal de l'équipe des Redhawks. Il y reste jusqu'en 1956 et est alors recruté par l'université de Northwestern où il reste huit saisons. Il relève le programme universitaire afin qu'il puisse être compétitif au niveau national.
Son succès attire l'intérêt de l'université de Notre Dame qu'il rejoint en tant qu'entraîneur principal en 1964. Dès sa première année, il est récompensé par de multiples récompenses d'entraîneur universitaire de l'année. En onze saisons avec Notre Dame, il remporte deux titres nationaux et compile 95 victoires faisant de lui le troisième entraîneur le plus victorieux après Knute Rockne et Lou Holtz. Il prend sa retraite sportive en 1974 et devient commentateur sportif pour ABC et CBS. Il a été intronisé au College Football Hall of Fame en 1980.